# 9561 van Eyck
9561 van Eyck este un asteroid din centura principală de asteroizi.

## Descriere
9561 van Eyck este un asteroid din centura principală de asteroizi. A fost descoperit pe 19 august 1987 la Observatorul La Silla de Eric Walter Elst. El prezintă o orbită caracterizată de o semiaxă mare de 2,31 ua, o excentricitate de 0,22 și o înclinație de 5,5° în raport cu ecliptica.